# Tomás Olivar
Tomás Olivar nace en Madrid a finales de 1929, con ocho años se traslada con su familia a la costa catalana, fijando su residencia en Tarragona, ciudad que servirá de fuente de inspiración para muchos de sus cuadros.

## Infancia y primeros años
La afición de Tomás Olivar por la pintura nace hacia 1942, cuando tenía once o doce años y frecuentaba, en momentos de ocio, la Biblioteca Provincial de la ciudad de Tarragona, situada entonces en la calle Asalto. Allí, la directora y bibliotecaria, Gertrudis Enric les explicaba un cuento que él y sus colegas de infancia ilustraban posteriormente aportando todo tipo de ingenio e imaginación: “Yo dibujaba y pintaba aquellas pequeñas escenas con una ilusión tremenda”. Sin duda, esta dimensión que la pintura le ofrecía, le llevó a jugar con acuarelas y papel Canson aprovechando el rico paisaje que la ciudad romana ofrecía. También le apasionaba mirar a los distintos artistas que habitualmente pintaban por sus calles. En los años cuarenta destacaban nombres como Garcianguera –quién más tarde será su maestro-, Ceferino Olivé, Joan B. Plana, Josep Burdeos, J. M. Morató...entre otros.

## Escuela/Taller de Arte
Pese a su predilección infantil por la pintura, no será hasta el año 1947 cuando tenía 16 años que sus inquietudes tomaron base teórica. Ese año, Olivar se matricula como alumno de la primera promoción de la Escuela-Taller de Arte de la Diputación de Tarragona -de la que más tarde será profesor.- El alumno más joven se dejó influenciar por los impresionistas franceses, y por los maestros catalanes Mir, Rusiñol o Ignasi Mallol; para acabar siendo discípulo de Gonzalo Lindín y Garcianguera y del escultor Salvador Martorell, a quienes tuvo de profesores durante sus años de aprendizaje.
Una vez finalizados sus estudios que le permitieron, en primera instancia, superar las dificultades de la técnica, su obra vio la luz. La Escuela de Arte, donde había cumplido su sueño, dio un empujón colectivo a un conjunto de artistas de la primera promoción. De ese modo, y con el patrocinio de la Diputación de Tarragona, la Escuela hizo posible una primera muestra en la Sala del Sindicato de Iniciativa y Turismo de la ciudad, el marzo del año 52. Entre los artistas que exponían su obra se encontraban, un experimentado Ignasi Mallol, el interpretativo paisajista Josep Icart, y Tomás Olivar que pese a su juventud demostró que ya poseía un estilo abierto y muy personal, con la presentación de Gitanos vibrante y entonada, y con su Bodegón nº 21 que propone un juego de luz y color que ya deja entrever su predilección por el impresionismo. De facto, el profesor y, también artista, Nogué Massó ya hablaba de “Tres jóvenes artistas tarraconenses que exponen sus primicias honradas, valiosas y bien dirigidas”.
Sea como fuere, esta primera muestra expositiva en el Sindicato de Iniciativa y Turismo será el punto de partida a una larga carrera artística que le llevará a recorrer distintos lugares de la meseta ibérica. Él mismo, ya decía que la Escuela le había enseñado a forjarse un camino, y por eso nunca desistió de su talento y probó suerte en distintos concursos entre los años 1958-1960 que le hicieron ganar la III Medalla de Pintura en el “Concurs-Exposició Casino Recreativo de Amposta”, la Medalla Nacional de Educación y Descanso el 1959 (Málaga) y el Premio Nacional de Bellas Artes (Montjuïc) para la provincia de Tarragona el 1960. El año 1960 fue un año lleno de alegría, Olivar contraía matrimonio en Zaragoza, y presentaba su primera exposición individual en el Centro Mercantil de esa misma ciudad, en la que por primera vez expuso su famoso y sobrecogedor Cristo patético, bien diferente a lo que la gente estaba acostumbrada a ver.
El año 1962 después de varias exposiciones, se presenta a un concurso para la Bolsa de Estudios creada por la Diputación de Tarragona con la finalidad de que los artistas pudieran recibir becas para ampliar sus estudios en París. Tomás Olivar con su obra Marina se llevó la beca. Sin duda alguna, el viaje a la capital francesa supuso un peregrinaje lleno de experiencias y conocimientos que le llevaron a visitar los principales museos de la ciudad, donde quedó perplejo tanto por sus infraestructuras como por sus exposiciones permanentes. Allí conoció en profundidad la emoción de Rembrandt, el romanticismo de Delacroix o la abstracción de Miró. Quedó maravillado con el impresionista Pierre Auguste-Renoir y su obra Le Moulin de la Galette, una obra característica tanto por su cromatismo y vivacidad se encontraba en la Galerie National de Jeu de Paume. Además, como cualquier artista que marchaba a París tenía un escenario imprescindible, y casi obligatorio: Montmartre y el río Sena. Allí conoció a muchos artistas, entre los cuales se encontraba su conciudadano Jordi Sarrà, quien presentó a Olivar a su madrina artística Madame d’Utrillo, la pintora y crítica más temida del momento. Pero, además de moverse por la bohemia típica de la rive gauche, nuestro artista y observador nato, exprimió al máximo su estancia. De modo que tuvo tiempo para trabajar, también, en los famosos y enigmáticos parques parisinos, donde la gente se encontraba y gozaba de juegos, bailes o carreras de caballos. Destacan: Monsiuris, Luxemburg, Bois de Boulogne, Tuileries... De otro lado, Olivar también tuvo tiempo de visitar los sitios y monumentos más emblemáticos tales como l’Hôtel National des Invalides, Arc del Triomphe, le Palais du Versailles...De hecho, en sus memorias inéditas hace un repaso minucioso de todos estos sitios imaginados que se materializaron en un sueño real y en una experiencia tan vital como artística.
Después de su estancia en París, retorna a la Escuela de Arte con quién nunca perdió el contacto, y lo hace como profesor de Pintura y Dibujo –sustituyendo a su admirado profesor Garcianguera, a quién no ha dejado de rendirle homenaje-. Olivar fue el primer alumno que ejerció como profesor, lo que sin duda suponía un triunfo personal para el artista que pudo transmitir sus conocimientos: “Durante mi larga estancia en la Escuela (37 años) –declara Olivar- no he querido parecerme a ninguno de mis profesores, ni he pretendido que mis alumnos me imitasen. Cada uno ha de transmitir su mensaje honesto y personal” y de hecho esta personalidad se desprende en cada una de sus obras, lo que no es de extrañar que sus muestras le llevaran a la cima del panorama artístico español de la última mitad de siglo.

## Estilo
A pesar de que la primera etapa de su obra se caracterizó por tonos grises y oscuros, se fue alejando de esta tendencia
para acercarse a la tradición postimpresionista catalana. Olivar tiene una predilección por el paisaje, ofreciendo a cada cuadro una visión directa y diferente de la naturaleza. Le gustaba pintar durante las auroras o hacia el atardecer, para poder aprovechar las variantes de luz que proporciona el sol. El mismo definía su pintura dentro del neorrealismo diciendo que era conservadora, colorista, mediterránea y catalana.

Pintó paisaje y figura, siendo más conocido por los temas paisajísticos. También llevo al papel, con sensibilidad y acierto, temas urbanos históricos de su provincia, dibujos de líneas expresivas, mostrándose muy hábil con la plumilla o el palillo de la tinta y dosificando sugestivamente su intensidad o suavidad de toque
Diccionari Ràfols.Rafael Santos i Torroella

## Concursos
Esta alegría transformada en una melodía de luz y color envueltos en una aura de misticismo hacen evidente el estilo tan personal del pintor tarraconense, que le ha hecho merecedor indiscutible de una gran cantidad de premios durante su carrera artística. De ese modo, entre estos premios o reconocimientos, destacaremos los más importantes, ya que, en cierto modo, la lista se haría inacabable:
- Exposición Nacional de Bellas Artes en Montjuïc, premio nacional para la provincia de Tarragona (1960)
- Premio extraordinario de la Diputación 1962
- Dos segundas medallas en Amposta (1958–1962)
- Premio Juventud Nacional 1974
- Premio Internacional UIM
- Premio Donya Rita Montmany de la Torre (Palamós)
- Premio Cala canyelles (Lloret de Mar)
- Medalla en Almería (1980)

## Exposiciones
Su participación en estos concursos agilizó su carrera artística lo que supuso una gira por muchos lugares del panorama estatal, así como unas pequeñas muestras en varias ciudades alemanas a finales de siglo. De ese modo, ha expuesto en el Centro Mercantil de Zaragoza, en la Sala Canasta de Bilbao, en la Sala del Sindicato de Iniciativa y Turismo de Tarragona, donde por primera vez se adentró en el panorama artístico expositivo. En el Instituto de Estudios Ilerdenses en varias ocasiones; por supuesto, en el Ateneo Barcelonés, donde sus obras tuvieron una gran acogida. También en Asturias sus obras recibieron un importante clamor, y en Huesca donde, de hecho, se encuentra buena parte de su obra en el Museo Alto Aragón. Sin embargo, en Tarragona no sólo ha encontrado su residencia personal, ya que la ciudad imperial y su provincia han sido testimonios en varias ocasiones de las diversas muestras que el artista ha procurado. Así en 1983, el Museo de Arte Moderno de Tarragona acoge en su sede su Exposición antológica que hizo un repaso de toda la capacidad creativa y emprendedora de nuestro artista, a modo, también, de homenaje. Pero la maestría de Tomás Olivar le llevó a una dimensión internacional, de manera que en 1993 presentó en Alemania “una extraordinaria colección de paisajes tarraconenses y de la Costa Daurada de la que forman parte una colección de obras de gran tamaño”. Las ciudades que vieron la luz de su obra fueron: Tergensel, Baviera, Murnau, Bad Tölz y Garmisch. El éxito se repetiría tres años más tarde, en 1996 cuando el artista abrió una exposición en la galería Kramich de la ciudad suiza de Zúrich
En los últimos tiempos ha realizado también varias exposiciones importantes. La primera tuvo lugar en el Monasterio de San Miguel de Escornalbou. También una exposición de singular relieve en la Galería Blanquerna de la Generalidad de Cataluña a Madrid. Pero una de las últimas exposiciones, después de dos años de trabajo, fue la magna exposición formada por 29 óleos de gran formato en homenaje a la Guardia Civil. Incansable en su profesión, el 2003 presentó Tarragona: La part Alta. Pero una de las exposiciones más emotivas fue la que tuvo lugar el año 2010. Fue especial porque Tomás Olivar volvía a exponer en su casa, en el patio del Palacio de la Diputación. Allí ofreció a los ciudadanos y observadores unos cuadros que “muestran la esencia de la ciudad, que a veces nos pasa desapercibida”; Una ciudad viva, con mucha historia pero sobre todo futuro, es por eso que la exposición se llamaba Una Nueva Imperial Tarraco

## Trueque – market
Tomás Olivar es irrepetible en muchos sentidos. Durante una exposición en el Instituto de Estudios Ilerdenses aprovechó para introducir un nuevo concepto en la gestión del mercado artístico al que llamó:"trueque-market". Como ya se sabe, el trueque es una práctica histórica que existe desde los tiempos más inmemorables de la historia ya que el ser humano siempre ha tenido la necesidad de cambiar los objetos que poseía pero que no necesitaba por aquellos que deseaba. Encorajado siempre por una ilusión que le ha acompañado toda la vida, Tomás Olivar decidió emprender esta práctica con la única intención de acercarse a la gente. De modo que ya no era tan complicado acceder al Arte y a su mercado. Cabe decir que Olivar recibía cosas muy heterogéneas tales como un piano, una máquina de escribir, una pieza de langosta, terrenos, cien quilos de patatas...Sin duda fue una noticia que tuvo un eco importante en la prensa nacional e internacional gracias a su capacidad de innovación pero que nace de una idea tan antigua como el mundo mismo.

## Feria de Arte y coleccionismo
El año 1973 expuso otra original idea: el ‘’Change-Market’’ –así es como el lo definió por primera vez.- Se basa en una especie de mercadillo o Rastro en el que los pintores, bohemios y anticuarios pudieran reunirse y dar así una nueva perspectiva a la actividad artística de la ciudad. Este mercado se adecuó “Sota les voltes” de la calle Mercería, donde la ciudad se hacía más pequeña y donde el tiempo parecía pararse. Esta “Feria de Arte y Coleccionismo” tuvo una gran acogida como si se tratara de Marche aux Puces de París o del típico Rastro madrileño. Hoy en día aun es escenario habitual de los domingos que retornan al paseante a la Tarragona más medieval.

## Diversas aportaciones
También en los años sesenta, Olivar junto con un grupo de artistas creó el Círculo Pere Johan, con la única intención de mostrar el panorama artístico y cultural de la ciudad tarraconense. Juntamente con Gonzalo Lindín, Jordi Ramos, Pascual Fort, Enric Pinet, Josep Burdeus, Jordi Secall, Lluís Saumells y Garcianguera crearon un espacio donde los artistas pudieran exponer y donde se organizaban diversos actos culturales. Este grupo solía exponer en la Sala de la Librería de Guardias, propiedad del poeta Joan Antoni Guàrdies quién se convirtió en un mecenas de las inquietudes artísticas de la ciudad. Igualmente, Olivar también fue uno de los fundadores del  Ateneo de Tarragona surgido de la fusión entre el antiguo Ateneo y del Ateneo Enciclopédico Popular en el año 1989.
.

## Últimos años
Su tarea artística y cultural también le llevó a la creación y edición de un libro de dibujos de los diferentes pueblos y ciudades de la provincia de Tarragona, hechos en tinta china. Titulado La força dels pobles, Olivar no utilizó ni pinceles ni tempo. Su técnica es muy original, el artista dibuja con palillos, la cual cosa aún añade más valor a la obra.
Aunque Tomás Olivar se jubiló de su ocupación de profesor en el año 1999 nunca dejó su verdadera vocación: pintar. Es por eso, que el artista goza de un Estudio-Taller situado en una de las partes más emblemáticas de la ciudad tanto por su historia como por su tradición. En la Plana de la Seu tiene una condición idílica que le proporciona vista de pájaro desde que sale el sol hasta que se pone y los sueños recorren las calles. Es un pintor que ama su tarea, goza con su paleta cromática que le permite hacer eterno ese instante cercano a la cotidianidad más espiritual. Ya se venía repitiendo, a lo largo de toda la exposición, que Olivar tenía un estilo muy personal donde la luz y el color brotan de manera instantánea. Joan M. Pujals ya decía que "parecía tener prisa en liberar los colores de la caverna del sueño, que irrumpen con toda su fuerza y que invaden el espacio desde la cima más alta". De otro lado Josep Gomis Martí comentó no hace mucho: “Amante de los espacios abiertos, Tomas Olivar es un pintor de la cotidianidad. Pinta lo que ve cada día, con una técnica depurada y elegante que infunde en sus telas vida y armonía. Su pincelada es transparente, vibrante y ágil y revela su manera de ser y sentir. Sus paisajes son un obsequio para quién los contempla, tienen la luz y el color del Mediterráneo, simbolizan belleza y equilibrio y transmiten serenidad”. Sin duda, la pintura de Tomás Olivar nos abre cada día una puerta que nos devuelve a los orígenes y al paraíso perdido de luz y color, donde la vibración de la pincelada es una melodía absoluta de paz.